# Congrés Obrer de 1870
El Congrés Obrer de 1870 fou el primer congrés obrer d'àmbit estatal i celebrat a Barcelona entre el 18 i el 25 de juny de 1870.

## Convocatòria
Fou convocat per iniciativa seguidors madrilenys de l'AIT a través d'un manifest publicat a la Solidaridad de Madrid el 13 de febrer de 1870, en què convidava totes les Societats de Treballadors d'arreu d'Espanya, estiguessin adherides a la Primera Internacional o no, a la celebració del Congrés. El 27 de febrer fou publicat a La Federación, òrgan del Centre Federal de les Societats Obreres de Barcelona de Barcelona, encarregada de l'organització del congrés, i més tard a El Obrero de Palma.

## Celebració
Hi assistiren un total de 90 delegats (74 del Principat i un francès) en representació de 98 societats obreres de 39 municipis espanyols, principalment Madrid, Barcelona, Saragossa, València, Reus i Alcázar de San Juan. La sessió inaugural va tenir lloc al Teatre Circ Barcelonès i les sessions de treball al local de l'Ateneu Català de la Classe Obrera. Fou presidit per Rafael Farga i Pellicer sota el lema No más derechos sin deberes, no más deberes sin derechos.
Se celebraren 11 sessions en el que es tractaren qüestions com la federació de les caixes de resistència, l'organització social dels treballadors i l'actitud de l'AIT en la política. El resultat més immediat fou la constitució de la Federació Regional Espanyola de l'AIT que elegí un Consell Federal amb seu a Madrid i format per Tomás González Morago, Anselmo Lorenzo, Enrique Borrel Mateo, Francisco Mora Méndez i Ángel Mora.